# Jikkyou Powerful Pro Yakyuu 15
Jikkyō Powerful Pro Yakyū 15 (実況パワフルプロ野球15?) es un videojuego de béisbol para PlayStation 2 y Wii, fue desarrollado y publicado por Konami en julio de 2008, exclusivamente en Japón. Es el decimoquinto juego de la serie Jikkyō Powerful Pro Yakyū, el noveno para la consola de Sony y el segundo para la de Nintendo.
- Datos: Q18223723